# Pedro García de Benavarre

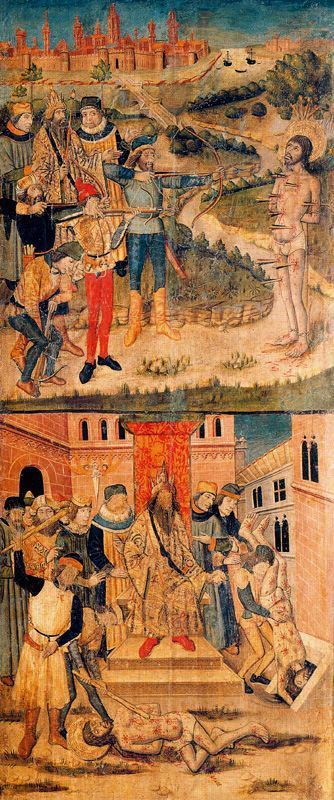
Martirio de San Sebastián y el cuerpo de San Sebastián arrojado a la cloaca, tabla lateral de un retablo, 1455-1456, Madrid, Museo del Prado.

Pedro García de Benavarre, o Benabarre (Benabarre, Huesca fl. 1445-1485) fue un pintor gótico hispano-flamenco activo en Aragón y Cataluña.  

## Biografía
A Pedro García de Benabarre se le documenta en 1445 en Zaragoza en unión del pintor Blasco de Grañén, que pudo ser su maestro y con quien colaboró como ayudante entre 1445 y 1447. De esta etapa zaragozana destaca la ejecución del retablo de Villarroya del Campo. Los dos también trabajaron asociados en la pintura de retablos para la iglesia del monasterio de San Pedro de Siresa en la Jacetania.  
En 1452 consta que se encontraba en Benabarre y contrataba ya obra por cuenta propia. De allí se trasladó a Barcelona en 1455, contratado por la viuda e hijo de Bernat Martorell, con quienes se comprometió a finalizar las obras dejadas inacabadas por el maestro fuera de Barcelona y a hacerse cargo de los contratos venideros en los cinco años siguientes, contados desde el 1 de enero de 1456. De esta época son los retablos de Santa Clara de Asís y Santa Catalina de Alejandría (1456, Catedral de Barcelona), y de San Quirico y Santa Julita (Museo Diocesano de Barcelona). 
Es probable que las cláusulas del contrato firmado con los Martorell no se cumpliesen en su totalidad pues en 1460 se le encuentra de nuevo documentado en Benabarre donde permaneció hasta 1469. Desde Benabarre trabajó para diversas localidades cercanas. A esta etapa, en la que son numerosos los retablos contratados, puede pertenecer una de sus obras más famosas: la Virgen en trono y cuatro ángeles o Virgen de Bellcaire, procedente de la iglesia parroquial de Bellcaire d'Urgell y conservada en el Museo Nacional de Arte de Cataluña, con la firma autógrafa «Pere García de Benavarri m'a pintat, año ...»; la desaparición de la fecha ha dado lugar a varias propuestas, pero estilísticamente se sitúa hacia 1470.
También a estos años que pasó entre Benabarre y Lérida pertenecen el retablo dedicado a la Virgen y San Vicente Ferrer, pintado para el convento de los dominicos de Cervera, y el retablo mayor de la hoy desaparecida iglesia de San Juan del Mercado de Lérida, parcialmente conservados en el Museo Nacional de Arte de Cataluña. Hacia 1470 trabajó en el retablo del convento que los frailes dominicos tenían en Lérida, ocupado en su restauración, al quedar destruido en la Guerra de los Remensas. 
Hacia 1481 fijó su residencia en Barbastro. Por documentos fechados el 26 de julio y el 14 de septiembre de 1483 consta que cobró 1001 y 1500 sueldos respectivamente por la pintura del retablo mayor de la iglesia del convento de San Francisco de esta ciudad, obra desaparecida por la que todavía en 1485 percibió 250 sueldos.

## Obras atribuidas
A Pedro García de Benabarre se le atribuyen más de cuarenta obras, entre las que figuran:
- Retablo de la Virgen de Villaroya del Campo. Iglesia Parroquial de Nuestra Señora del Rosario, Villarroya del Campo, provincia de Zaragoza.[4]
- Retablo de la Santísima Trinidad, cuya tabla central muestra el cuerpo del Hijo sobre las rodillas del Padre, estando el Espíritu Santo entre ellos, con San Fabián y San Sebastián vestido como arquero en las tablas laterales. Permanece in situ, en el monasterio de San Pedro de Siresa, en el Valle de Hecho, Huesca.[5]
- Retablo de San Blas, con dos pinturas sobre tabla dedicadas a San Juan y Santiago, ubicado en el monasterio de San Pedro de Siresa, Huesca.
- Tablas de San Miguel Arcángel y San Pelagio Papa, en el Museo de Huesca.
- Retablo de la Ermita de San Valero de Velilla de Cinca (Huesca), desaparecido en 1936. Constaba de tres calles: la central, dedicada a San Valero, representado como un hombre mayor con grandes barbas y tez arrugada, revestido con vestiduras episcopales, con un libro en la mano izquierda y la derecha en actitud de bendecir. Estaba acompañado por los diáconos aragoneses Vicente y Lorenzo. En las calles laterales estaban representadas escenas de la vida del santo.[6]
- Puertas laterales del retablo de la Virgen de  Montañana con los santos Pedro Apóstol y Pablo, procedentes de la iglesia parroquial de Montañana (Huesca), conservadas en el Szépmüvészeti Múzeum de Budapest, Hungría.[7]
- Tablas del Nacimiento de la Virgen y de la Natividad procedentes de un retablo de la iglesia de Nuestra Señora de Baldós de Montañana (Ribagorza, Huesca), conservadas en el Museo Nacional de Arte de Cataluña, obra del taller fechada hacia 1475.[8]
- Pintura sobre tabla de la Ana Triple —Santa Ana con su hija la Virgen María y el Niño— junto a dos ángeles, parte principal de un retablo procedente del Convento de Santa Clara de Barbastro (Huesca), conservado en el Museo Nacional de Arte de Cataluña (MNAC), Barcelona.[9]
- Pintura de la Resurrección con la representación parcial de la escena de la Resurrección de Cristo pintada al temple con retoques al óleo. La tabla pertenecía a un desparecido retablo cuya advocación y procedencia se desconoce y está en disputa entre el Gobierno de Aragón y el museo de Lérida. Está documentada su utilización como puerta lateral del retablo mayor de la iglesia parroquial de Nuestra Señora de Valdeflores de Benabarre antes de la Guerra Civil, momento en que el templo fue saqueado. Comprada en subasta por la Diputación de Lérida en 2009, sin notificación previa al Gobierno de Aragón, fue trasladada al Museo de Lérida, pero incautada tres meses después por la Guardia Civil, impidiendo exponerla, tocarla, moverla, o restaurarla.[10]
- Pintura sobre tabla con la Virgen y el Niño, fechada en 1479, procedente del Monasterio de Santa María de Alaón (Ribagorza),  conservada en el Museo Federico Marés, Barcelona.
- En Graus, Huesca, se conservan en la iglesia parroquial de San Miguel arcángel (de comienzos del siglo XIII) seis pinturas sobre tabla que integraron un antiguo retablo gótico realizado por Pedro García de Benabarre y colaboradores. Las dos tablas principales se dedican a San Victorián de Asán y a San Benito de Nursia, titulares del mismo; cuatro tablas del banco representan escenas de la Pasión de Cristo (Última Cena, Oración en el Huerto, Flagelación, y Piedad) y en el ático o coronamiento se sitúa el Calvario.
- Tabla de la Virgen y cuatro ángeles procedente de Bellcaire d'Urgell (Noguera), firmada. Conservada en el MNAC, dos paneles del mismo retablo se guardan en el Museo Goya de Castres (Francia).
- Retablo de la Virgen y san Vicente Ferrer de la iglesia del convento de los dominicos de Cervera (Segarra), fechado hacia 1455-1456. En el MNAC se conserva el compartimento central con la Virgen Apocalíptica y San Vicente Ferrer con dos donantes; otro fragmento, con la Profesión de san Vicente Ferrer, guarda el Musée des Arts décoratifs de París.[11]
- Retablo de la iglesia de San Juan del Mercado de Lérida, fragmentariamente conservado entre el MNAC, el Isabella Stewart Gardner Museum de Boston y varias colecciones particulares.[12]
- Tabla con dos escenas de la leyenda de san Sebastián: San Sebastián y Policarpo destruyendo los ídolos y San Sebastián hablando a Marcos y Marceliano. Tabla, 160 x 68 cm, Núm. de inventario: 1324, Museo del Prado, Madrid.
- Tabla compañera de la anterior con dos escenas del martirio de san Sebastián, primero cuando le asaetean y en la inferior apaleado y arrojado por una alcantarilla a la cloaca Máxima. Tabla de 160 x 68 cm. Núm. de inventario: 1325. Museo del Prado. Madrid.
- La Última Cena, tabla pintada al óleo, en colección privada. Según el Archivo Mas en 1935 pertenecía a la colección del Marqués de la Torres de Sánchez Dalp.